# 曹晓斌
曹晓斌（1976年6月—2022年4月17日），毕业于中国疾控中心流行病与卫生统计学专业，博士研究生学历，北京科兴生物制品有限公司政府事务中心高级经理。2021年12月6日加入科兴，主要负责卫生健康相关政策研究及传染病疫情研判工作。2022年3月中旬，曹晓斌因身体不适前往医院就医，后被诊断为胆管癌晚期伴多发转移，错过最佳治疗时机。
因病医治无效，于2022年4月17日逝世，享年45岁。